# Sergio (prefetto del pretorio)
Sergio (latino: Sergius; Zeugma, ... – ...; fl. 517) fu un alto funzionario dell'Impero romano d'Oriente.

## Biografia
Sergio era nativo di Zeugma, una città della Siria Eufratense; suo padre Aftonio ricoprì il ruolo di comes, suo fratello Sabino era un sofista.
Sergio esercitò l'avvocatura presso la corte della Prefettura del pretorio (d'Oriente). Fu anche un sofista praticante, riuscendo ad attirare l'attenzione dell'imperatore Anastasio I; scrisse un Epitaphios (discorso funebre) in onore del fratello e un libro intitolato In vece degli avvocati, in risposta ad un certo Aristide.
Tra il 1º aprile e il 1º dicembre 517 è attestato in carica come Prefetto del pretorio d'Oriente; portò avanti le accuse contro lo scriniarius Ermia, sebbene Anastasio avesse interceduto per lui. È attestato come ex-console (onorario) e patrizio.